# Dominic Duval
Dominic Duval (* 27. April 1945 in New York City; † 22. Juli 2016) war ein US-amerikanischer Jazz-Bassist und Bandleader des Modern Creative und Avantgarde Jazz.

## Leben
Duval lernte ab dem zehnten Lebensjahr Saxophon; seit 1958 konzentrierte er sich auf den Kontrabass, den er sich autodidaktisch aneignete. Er arbeitete seit den 1960er Jahren in den Randbereichen des Jazz. Erst in den 1990er Jahren erreichte er internationale Bekanntheit durch seine Zusammenarbeit mit Cecil Taylor, die bis 2005 dauerte und sich im Cadence-Album "Qu'a - Live at the Iridium" niederschlug, und die Mitwirkung in der Band von Joe McPhee ("Seiro", 1998). Außerdem nahm Duval seit Mitte der 1990er Jahre eine Reihe von Alben unter eigenem Namen auf, unter anderen die Produktion "The Navigator" für das Label Leo Records mit seinem String Ensemble, bestehend aus dem Geiger Jason Hwang, dem Violaspieler Ron Lawrence und dem Cellisten Tomas Ulrich. Mit seinem Ensemble trat er 1998, erweitert um die Bläser Joe McPhee und Mark Whitecage in der New Yorker Knitting Factory auf. Im Jahr 2004 erschien in Zusammenarbeit mit Jimmy Halperin und Jay Rosen das Album Joy and Gravitas, zuletzt 2006 das Album Dominic Duval String Quartet - Mountain Air, mit Ivo Perelman das Duo-Album Some Calling sowie mit Jimmy Halperin das Monk-Tribute-Album Monkinus. 2007 arbeitete er mit Joe McPhee und Jay Rosen im Trio X. Auch war er an zahlreichen Plattensessions der Jazzlabel Cadence und CIMP beteiligt, auf denen er Musiker wie Andrew Cheshire, Chris Kelsey, Paul Lytton, Ivo Perelman (Black on White, 2004), Herb Robertson, Glenn Spearman, Steve Swell, Mark Whitecage, Joseph Scianni und Nils Wogram auf ihren Alben begleitete. Weiterhin spielte er mit Nora McCarthy.
Duval starb nach langem Kampf gegen Mycosis fungoides.

## Diskographische Hinweise
- Dominic Duval's String Ensemble, State of the Art (CIMP, 1997)
- Dominic Duval, Nightbird Inventions (Cadence Jazz Records, 1997)
- Dominic Duval/C.T. String Quartet, Navigator (Leo Records, 1998)
- Joe McPhee & Dominic Duval, The Dream Book (Cadence, 1998)
- Joe McPhee: No Greater Love (CIMP, 2000)
- Dominic Duval's Quintet, Cries and Whispers (Cadence, 2001)
- Dominic Duval String & Brass Ensemble, American Scrapbook (CIMP, 2002)
- Devorah Day & Dominic Duval Standard (CIMP 2004)
- Dominic Duval/Joe McPhee: Rules of Engagement, Vol. 2 (2004)
- Joe McPhee, Matthew Shipp, Dominic Duval: In Finland (Cadence Jazz, 2004)
- Dominic Duval, Songs for Krakow (Not Two, 2007)
- Joe McPhee, Dominic Duval: The Open Door (CIMP, 2007)
- Dominic Duval/Ron Lawrence/Gregor Hübner/Tomas Ulrich, Mountain Air (CIMP, 2007)
- Ivo Perelman/Dominic Duval, Nowhere to Hide (Not Two, 2008)
- Dominic Duval/Jimmy Halperin, Monkinus (CIMP, 2007)
- Dominic Duval/Cecil Taylor, The Last Dance Volumes 1 and 2 (Cadence Jazz Records, 2009)
- Dominic Duval/Jimmy Halperin, Music of John Coltrane (NoBusiness, 2010)
- Jay Rosen – Dominic Duval – Demian Richardson – Jon Irabagon No Prisoners (CIMP 2014)